# Orbajosa
Orbajosa és el nom d'una ciutat fictícia creada per Benito Pérez Galdós on es desenvolupa la trama de la seva novel·la Doña Perfecta (1876). Com a escenari imaginari, apareix també en una altra novel·la seva, La incògnita (1889).
Amb caràcter de personatge, Galdós va construir una «petita ciutat levítica» (devota de l'Església), sense vida intel·lectual ni econòmica, una mostra de l' «Espanya profunda» ancorada en la tradició, on mai passa res. Orbajosa, com la Vetusta de La Regenta de Clarín (i com altres cosmogonies galdosianes: la Ficóbriga de Glòria o el Socartes de Marianela), és «pàtria dels tafetans i Caballucos» (metàfora de l'autor, associant el tafetà a les dones i batejant als pagesos d'aspecte brutal amb el sobrenom del personatge «Caballuco»).

En una carta dirigida al seu amic el pintor Aureliano de Beruete, autor d'una versió pictòrica de la ciutat imaginària, Vista de Orbajosa, l'original de la qual en l'aquarel·la es troba a la Casa-Museu Pérez Galdós de Las Palmas de Gran Canària, Galdós defineix la seva ciutat imaginària amb aquestes paraules:
| «                 | Vint anys han passat que va ser tret aquest castís i turbulant poblet i molt lluny d'extingir-la seva fama i de enfosquir la seva història, han crescut cada cop més, fins al punt que ja no hi ha a Espanya província ni capital que no sigui més o menys «Orbajosoido». Orbajosa trobarà vostè en els llogarets, Orbajosa a les ciutats riques i populoses. Orbajosa reviu a la cabanes i en els daurats palaus. Tot és i tot serà demà Orbajosa, si Déu no s'apiada de nosaltres, que no s'apiadarà ... madrijosa ... març de 1896. | » |
| — B. Pérez Galdós | |   |